# First National Bank Stadium
First National Bank Stadium (FNB Stadium lub Soccer City) – wielofunkcyjny stadion w Johannesburgu, RPA. Może pomieścić 94 736 widzów i jest największym stadionem w Afryce i jednym z największych na świecie. Odbył się na nim m.in. finał Mistrzostw Świata w Piłce Nożnej 2010 oraz oficjalne nabożeństwo żałobne po śmierci Nelsona Mandeli.

## Budowa i rozbudowa
Stadion powstał w drugiej połowie lat 80. XX w., jego pojemność wynosiła ok. 80 000 widzów. Został następnie rozbudowany przed mistrzostwami świata w piłce nożnej w 2010: zwiększono wówczas jego pojemność do 94 736 widzów, zbudowano zadaszenie, nowe szatnie, zainstalowano nowe telebimy. Architekci inspirowali się tradycyjnym afrykańskim garncarstwem. Fasada stadionu zaprojektowano tak, by miała wygląd opalanego ogniem garnka glinianego; mozaika ognia i ziemnych kolorów z kręgiem świateł biegnie wokół spodu stadionu przypominając ogień pod garnkiem. Rozbudowę zakończono w 2009.

## Nazwa
Od momentu otwarcia stadionu w latach 80. nosi on nazwę FNB Stadium – jest to wynikiem umowy sponsorskiej zawartej między właścicielem stadionu a bankiem First National Bank. Jedynie w okresie mistrzostw świata w piłce nożnej w 2010, z uwagi na narzucane przez FIFA ograniczenia dotyczące posługiwania się nazwami związanymi ze sponsorami, posługiwano się określeniem Soccer City.

## Wydarzenia
Na stadionie rozgrywane były spotkania piłkarskie w ramach licznych imprez międzynarodowych. Odbywały się tu mecze (w tym finały) podczas Pucharu Narodów Afryki 1996, Mistrzostw Świata w Piłce Nożnej 2010, Pucharów Narodów Afryki 2013. Na stadionie kilkakrotnie odbyły się także finałowe mecze afrykańskich pucharów klubowych: Pucharu Mistrzów w 1995, Super Pucharu w 1994 i 1996. Swoje mecze na stadionie rozgrywają reprezentacje Afryki Południowej w piłce nożnej i rugby. Jest jedną z aren, na których swoje mecze rozgrywa klub piłkarski Kaizer Chiefs FC. 
Oprócz wydarzeń sportowych na stadionie odbywają się koncerty, wśród nich największą publiczność gromadziły takie gwiazdy jak U2, One Direction oraz Cassper Nyovest.
W 2013 na stadionie odbyła się oficjalna ceremonia żałobna po śmierci Nelsona Mandeli.